# Моніно (станція)
Моніно — залізнична станція хордової лінії Митищі — Фрязево Ярославського напрямку Московської залізниці. Розташована у селищі Моніно Щолковського району Московської області. Входить до Московсько-Курського центру організації роботи залізничних станцій ДЦС-1 Московської дирекції управління рухом. За основним характером роботи є проміжною, за обсягом роботи віднесена до 3 класу.
Названа по імені селища.
На станції — одна берегова і дві острівні пасажирські платформи, сполучені пішохідним містком. Пішохідний підземний перехід після реконструкції та ремонту використовується для транзитного переходу через всю станцію з обох кінців міського поселення.
Обладнана турнікетами.
Станція, як і вся хордових лінія, з точки зору приміського руху обслуговується електропоїздами Ярославського напрямку. Є кінцевою для електропоїздів маршруту Москва-Пасажирська-Ярославська — Моніно (40 пар) і проміжною для електропоїздів Москва-пас.-Ярославська — Фрязево (12 пар).
Час руху електропоїздів від Москва-Пасажирська-Ярославська — близько 1 години для експресів і 1 години 15 хвилин для прямуючих з усіма зупинками, від станції Фрязево — близько 25 хвилин.
На станції працює каса далекого прямування.